# Mosty w Stańczykach
Mosty w Stańczykach – dwa mosty kolejowe z lat 1917–1918 w Stańczykach, w powiecie gołdapskim, wpisane do rejestru zabytków nieruchomych województwa warmińsko-mazurskiego.
Są to elementy nieczynnej infrastruktury linii kolejowej łączącej Gołdap z Żytkiejmami. Czasami nazywane Akweduktami Puszczy Rominckiej.
Mosty należą do najwyższych w Polsce. Konstrukcja jest 5-przęsłowa, długości 180 m, wysokości do 36,5 m.
Pod budowlami przepływa rzeka Błędzianka. Najpierw wybudowano most południowy (lata 1912-1914, ukończony w 1917 r.), a później, w 1918 r. most północny. Obie budowle są względem siebie równoległe, a architektura wyglądem przypomina rzymskie akwedukty w Pont du Gard.
Wiosną 1917 r. rozpoczęto budowę tzw. trzeciego korytarza transportowego z Chojnic przez Czersk, Smętowo, Kwidzyn, Prabuty, Myślice, Morąg, Ornetę, Lidzbark Warmiński, Bartoszyce, Kętrzyn, Węgorzewo, Gołdap, Pobłędzie, Kalwarię do Olity na Litwie. Większość z wymienionych odcinków wówczas już istniała, więc ta ogromna inwestycja sprowadzała się m.in. do poszerzenia nasypów na całej trasie dla drugiego toru. Ponieważ budowa odcinka Botkuny-Pobłędzie do wybuchu I wojny światowej była już dość zaawansowana, więc na tej trasie postanowiono dobudować bliźniacze obiekty mostowe i nowe wiadukty na skrzyżowaniach z drogami kołowymi. Owej inwestycji nie udało się ukończyć do końca I wojny światowej i większość odcinków pozostała jednotorowa.
W obliczu nowej sytuacji politycznej nie miała też sensu budowa magistrali na Litwę, więc w latach 20. XX wieku postanowiono dokończyć budowę linii jako lokalnej trasy jednotorowej długości 35 km od stacji Botkuny, poprzez Dubeninki, Stańczyki, Pobłędzie do Żytkiejm. Tor położono tylko na jednym z mostów i 1 października 1927 r. na całej trasie zaczęły kursować pociągi. Początkowo były to 3 pary pociągów osobowych, później dla licznie odwiedzających te tereny turystów, w soboty i niedziele uruchomiono czwartą parę. W okolice Błędzianki zjeżdżali wtedy również wędkarze, grzybiarze, a zimą także narciarze. Na trasie kursowały też pociągi towarowe przewożące głównie drewno z okolicznych lasów, a w latach 40. XX wieku również kamienie m.in. do budowy kwatery Hitlera Wilczy Szaniec w Gierłoży.
Linia została rozebrana przez szabrownicze oddziały trofiejne Armii Czerwonej w 1945 r.
Często powielanym mitem jest użycie przez budowniczych drewna do wypełnienia żelbetowej konstrukcji, rzekomo w celu jej wzmocnienia. Hipoteza ta nie znajduje żadnego uzasadnienia w regułach sztuki budowlanej, a przyczyną jej powstania są widoczne na północnym moście szczątki drewnianej belki lub deski, będącej najprawdopodobniej pozostałością szalunku.
- Są wykorzystywane przez entuzjastów sportów ekstremalnych do skoków na bungee[3].
- Obecnie teren jest własnością prywatną (wstęp jest płatny).
- Mosty wykorzystano w filmie Ryś, którego reżyserem jest Stanisław Tym.